# First lady e gentleman delle Filippine
La first lady o first gentleman delle Filippine (in filippino Unang Ginang oppure Ginoó ng Pilipinas) è il titolo non ufficiale spettante al coniuge del presidente delle Filippine.
L'attuale first lady è Liza Araneta Marcos, moglie del presidente Ferdinand Marcos Jr., in carica dal 30 giugno 2022.

## Terminologia
Come in altri paesi, la consorte del presidente delle Filippine è comunemente chiamata con il termine inglese "first lady" (in filippino Unang Ginang). La prima first lady fu Hilaria Aguinaldo, moglie del primo presidente del paese Emilio Aguinaldo. Durante l'amministrazione di Gloria Macapagal-Arroyo, secondo presidente donna, la carica di consorte fu ricoperta per la prima volta da un uomo, suo marito Jose Miguel Arroyo: in questo caso venne utilizzato il termine "first gentleman" (abbreviato in FG; in filippino Unang Ginoó).

## Ruolo
La first lady delle Filippine è la padrona di casa del palazzo di Malacañan. Questo ruolo è tradizionalmente assunto dalla moglie del presidente delle Filippine in carica. La posizione di primo consorte non rappresenta una carica elettiva, non svolge alcun dovere d'ufficio e non ha alcun compenso personale. Tuttavia, la first lady può partecipare ad iniziative caritatevoli ed umanitarie a nome del presidente. Inoltre, nel corso della storia molte coniugi hanno intrapreso ruoli attivi nelle campagne elettorali o hanno partecipato in qualche modo alla vita pubblica.
Imelda Marcos, moglie del presidente Ferdinand Marcos, fu una delle first lady più note e discusse della storia filippina. Ebbe, infatti, un ruolo molto attivo nella scena politica dell'epoca, assumendo il ruolo di governatore della Regione Capitale Nazionale e ottenendo le funzioni di ministro degli insediamenti umani durante la ventennale presidenza del marito, iniziata nel 1965 e terminata nel 1986. Ricoprì inoltre la carica di membro della legislazione provvisoria, stabilita tra il 12 giugno 1978 ed il 5 giugno 1984.
Nel 2001 Luisa Estrada, di professione medico, fu la prima first lady ad ottenere un seggio nel Senato.

## Casi particolari
Tre Presidenti – Elpidio Quirino, Corazon Aquino e Benigno Aquino III – non avevano un coniuge al momento dell'elezione. Nel caso di Quirino, venne nominata first lady la figlia Victoria poiché egli era ormai vedovo.
Corazon Aquino fu il primo presidente donna del paese (nonché del continente asiatico) ma suo marito Benigno Aquino Jr. fu ucciso nel 1983, prima della sua elezione. La figlia primogenita Ballsy Aquino-Cruz fu sua sostituta in alcune occasioni e la accompagnò in alcune visite di Stato.
Durante l'APEC 2015 tenutosi a Manila, il ruolo di first lady fu de facto ricoperto dalla sorella di Benigno Aquino III, Kris. Le altre sorelle Ballsy, Pinky e Viel le provvedettero assistenza. Poiché Aquino non aveva una first lady, in diverse occasioni il palazzo di Malacañan assunse delle professioniste per soddisfare i ruoli solitamente riservati alla prima sposa, come ad esempio durante le cene di Stato.
Nel caso di Rodrigo Duterte, già prima del suo insediamento il sindaco nominò la figlia Sara come prossima first lady, pur essendo legato ad un matrimonio secondo common law (ossia basato unicamente sul mutuo consenso e sulla sola convivenza) con Cielito Avanceña. In passato Duterte era stato sposato con Elizabeth Zimmerman-Duterte, madre di Sara, dalla quale si separò nel 2000. La nomina fu tuttavia rifiutata dalla figlia, il che rese la carica di first lady vacante.

## Elenco
| #                                                        |                                                          | Nome                                                     | Presidente                                                                                    | Governo                                                  | Da               | A                |
| -------------------------------------------------------- | -------------------------------------------------------- | -------------------------------------------------------- | --------------------------------------------------------------------------------------------- | -------------------------------------------------------- | ---------------- | ---------------- |
| 1                                                        |                                                          | Hilaria del Rosario-Aguinaldo (1877-1921)                | prima moglie di Emilio Aguinaldo (riconosciuto ufficialmente come primo presidente filippino) | Prima Repubblica filippina (1899–1901)                   | 23 gennaio 1899  | 1º aprile 1901   |
| 2                                                        |                                                          | Aurora Quezon (1888-1949)                                | moglie di Manuel L. Quezon                                                                    | Commonwealth delle Filippine (1935–1946)                 | 15 novembre 1935 | 1º agosto 1944   |
| 3                                                        |                                                          | Pacencia Hidalgo-Laurel (1889-1960)                      | moglie di Jose P. Laurel                                                                      | Seconda Repubblica filippina (1943–1945)                 | 14 ottobre 1943  | 14 agosto 1945   |
| 4                                                        |                                                          | Esperanza Limjap-Osmeña (1896-1978)                      | moglie di Sergio Osmeña                                                                       | Commonwealth delle Filippine (1935–1946)                 | 1º agosto 1944   | 28 maggio 1946   |
| 5                                                        |                                                          | Trinidád de León-Roxas (1900-1995)                       | moglie di Manuel Roxas                                                                        | Terza Repubblica filippina (1946–1972)                   | 28 maggio 1946   | 15 aprile 1948   |
| 6                                                        |                                                          | Victoria Quirino-Delgado (1931-2006)                     | figlia del vedovo Elpidio Quirino                                                             | Terza Repubblica filippina (1946–1972)                   | 17 aprile 1948   | 30 dicembre 1953 |
| 7                                                        |                                                          | Luz Banzon-Magsaysay (1915-2004)                         | moglie di Ramon Magsaysay                                                                     | Terza Repubblica filippina (1946–1972)                   | 30 dicembre 1953 | 17 marzo 1957    |
| 8                                                        |                                                          | Leonila Dimataga-García (1906-1994)                      | moglie di Carlos P. Garcia                                                                    | Terza Repubblica filippina (1946–1972)                   | 23 marzo 1957    | 30 dicembre 1961 |
| 9                                                        |                                                          | Evangelina Macaraeg-Macapagal (1915-1999)                | moglie di Diosdado Macapagal                                                                  | Terza Repubblica filippina (1946–1972)                   | 30 dicembre 1961 | 30 dicembre 1965 |
| 10                                                       |                                                          | Imelda Romuáldez-Marcos (1929-)                          | moglie di Ferdinand Marcos                                                                    | Terza Repubblica filippina (1946–1972)                   | 30 dicembre 1965 | 25 febbraio 1986 |
| 10                                                       | Filippine sotto legge marziale (1972–1981)               | Imelda Romuáldez-Marcos (1929-)                          | moglie di Ferdinand Marcos                                                                    |                                                          | 30 dicembre 1965 | 25 febbraio 1986 |
| 10                                                       | Quarta Repubblica filippina (1981–1987)                  | Imelda Romuáldez-Marcos (1929-)                          | moglie di Ferdinand Marcos                                                                    |                                                          | 30 dicembre 1965 | 25 febbraio 1986 |
| Vacante, in quanto Corazon Aquino era vedova.            | Vacante, in quanto Corazon Aquino era vedova.            | Vacante, in quanto Corazon Aquino era vedova.            | Vacante, in quanto Corazon Aquino era vedova.                                                 | Vacante, in quanto Corazon Aquino era vedova.            | 25 febbraio 1986 | 30 giugno 1992   |
| 11                                                       |                                                          | Amelita Martínez-Ramos (1927-)                           | moglie di Fidel V. Ramos                                                                      | Quinta Repubblica filippina (1987–oggi)                  | 30 giugno 1992   | 30 giugno 1998   |
| 12                                                       |                                                          | Luísa Pimentel-Estrada (1930-)                           | moglie di Joseph Estrada                                                                      | Quinta Repubblica filippina (1987–oggi)                  | 30 giugno 1998   | 20 gennaio 2001  |
| 13                                                       |                                                          | Jose Miguel Arroyo (1946-)                               | marito di Gloria Macapagal-Arroyo                                                             | Quinta Repubblica filippina (1987–oggi)                  | 20 gennaio 2001  | 30 giugno 2010   |
| Vacante, in quanto Benigno Aquino III non era coniugato. | Vacante, in quanto Benigno Aquino III non era coniugato. | Vacante, in quanto Benigno Aquino III non era coniugato. | Vacante, in quanto Benigno Aquino III non era coniugato.                                      | Vacante, in quanto Benigno Aquino III non era coniugato. | 30 giugno 2010   | 30 giugno 2016   |
| Vacante, in quanto Rodrigo Duterte è separato.           | Vacante, in quanto Rodrigo Duterte è separato.           | Vacante, in quanto Rodrigo Duterte è separato.           | Vacante, in quanto Rodrigo Duterte è separato.                                                | Vacante, in quanto Rodrigo Duterte è separato.           | 30 giugno 2016   | 30 giugno 2022   |
| 14                                                       |                                                          | Liza Araneta Marcos (1959-)                              | moglie di Ferdinand Marcos Jr.                                                                |                                                          | 30 giugno 2022   | in carica        |